# Кумис, Антонис
Антонис Кумис (11 февраля 1997) — кипрский футболист, полузащитник клуба «Эносис».

## Биография

### Клубная карьера
Профессиональную карьеру начинал в составе клуба «Эносис». Дебютировал в чемпионате Кипра 12 января 2014 года в матче против АЕЛ Лимасол, в котором вышел на замену на 60-й минуте вместо Георгиоса Тофаса. По итогам сезона 2013/14 «Эносис» вылетел из высшей лиги, но сезон спустя стал победителем второго дивизиона и вернулся в элиту. 

### Карьера в сборной
С 2014 по 2017 год вызывался в молодёжную сборную Кипра.

## Достижения
«Эносис»
- Победитель Второго дивизиона: 2014/15